# ویسوکی ویزد (ناحیه بروون)
ویسوکی ویزد (ناحیه بروون) (به چکی: Vysoký Újezd) یک منطقهٔ مسکونی در جمهوری چک است که در ناحیه بروون واقع شده‌است. ویسوکی ویزد ۱۱٫۵۵ کیلومتر مربع مساحت و ۶۷۴ نفر جمعیت دارد و ۴۳۲ متر بالاتر از سطح دریا واقع شده‌است.